# Hôtel de Villebrême
L'hôtel de Villebresme, plus communément appelé « Maison de Denis Papin », se trouve en haut de la rue Pierre-de-Blois, dans la ville de Blois (région Centre-Val de Loire). L'édifice est répertorié dans la base Mérimée du ministère de la Culture et figue parmi les monuments historiques depuis 1928.

## Historique
Maison datant de la fin du XVe siècle de style gothique. Elle a été construite à l'intention de l'un des membres de la famille de Villebresme, propriétaire du château de Fougères-sur-Bièvre et dont l'un était secrétaire de la mère de Louis XII, Marie de Clèves.
Il faut attendre les années 1900 pour que cet hôtel soit nommé « Maison de Denis Papin » dans les guides touristiques. Toutefois, il n'est pas certain que Denis Papin y ait véritablement vécu. L'hôtel de Villebresme a été inscrit Monument historique par arrêté du 28 décembre 1928 et est aujourd'hui une propriété privée.

## Architecture
La demeure se distingue par son plan : deux bâtiments sont situés de part et d'autre de la rue. L'originalité de la bâtisse réside dans sa passerelle en bois, qui relie les bâtiments au niveau du premier étage. Le corps du logis situé côté sud de la rue comporte un étage en pans de bois en encorbellement sur le rez-de-chaussée, communiquant avec la galerie.
La passerelle comporte sur chacune de ses faces une fenêtre à meneaux qui a la forme d'une croix latine. Les fenêtres sont moulurées et ornées de cul-de-lampe (ornement rappelant le dessous d'une lampe d'église).
On retrouve des sculptures représentant de petits acrobates sur les consoles de la passerelle. À l’extrémité de la sablière, poutre horizontale sur le mur de la façade sud, on peut apercevoir un engoulant.

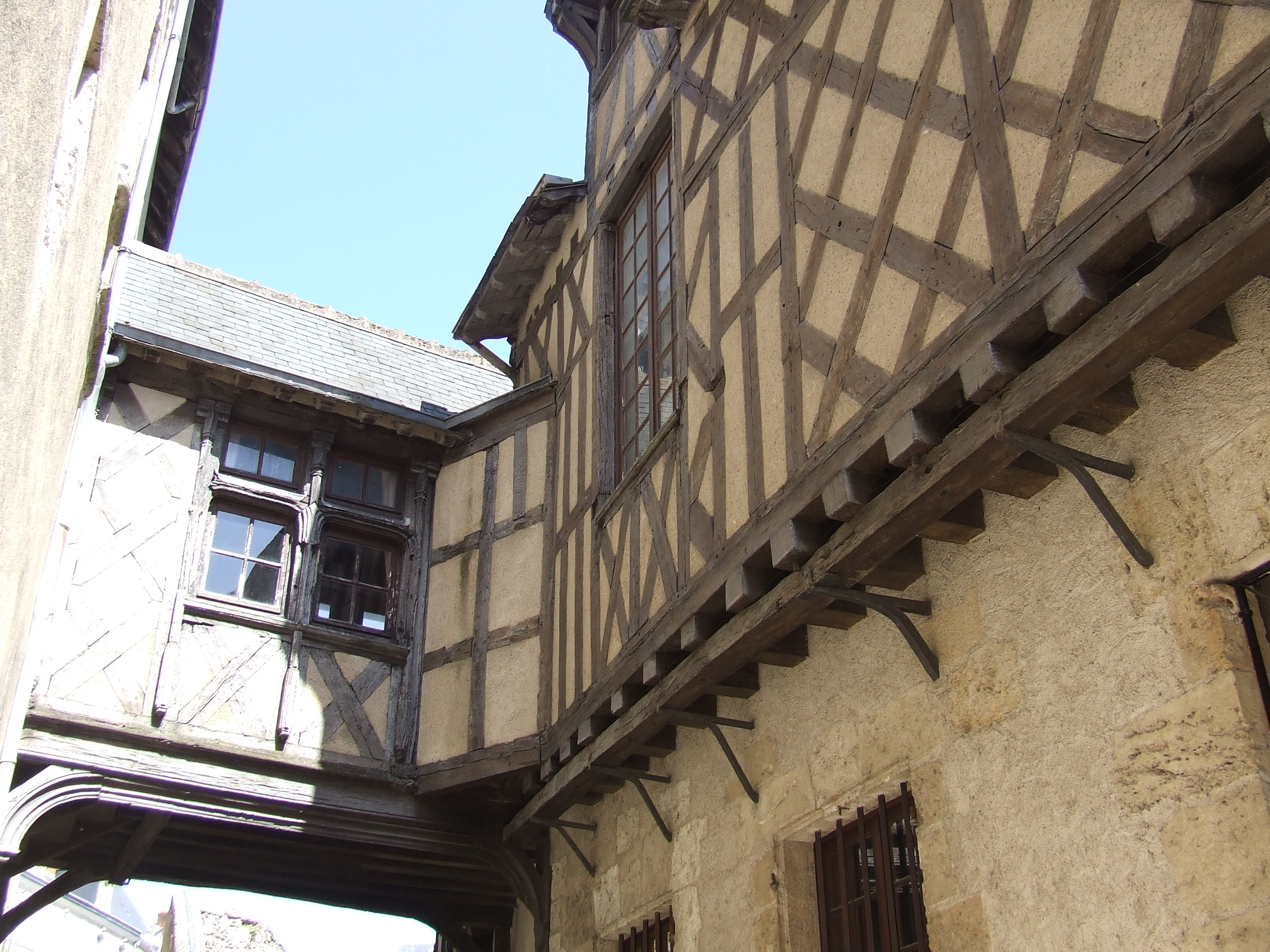
La Maison de Denis Papin
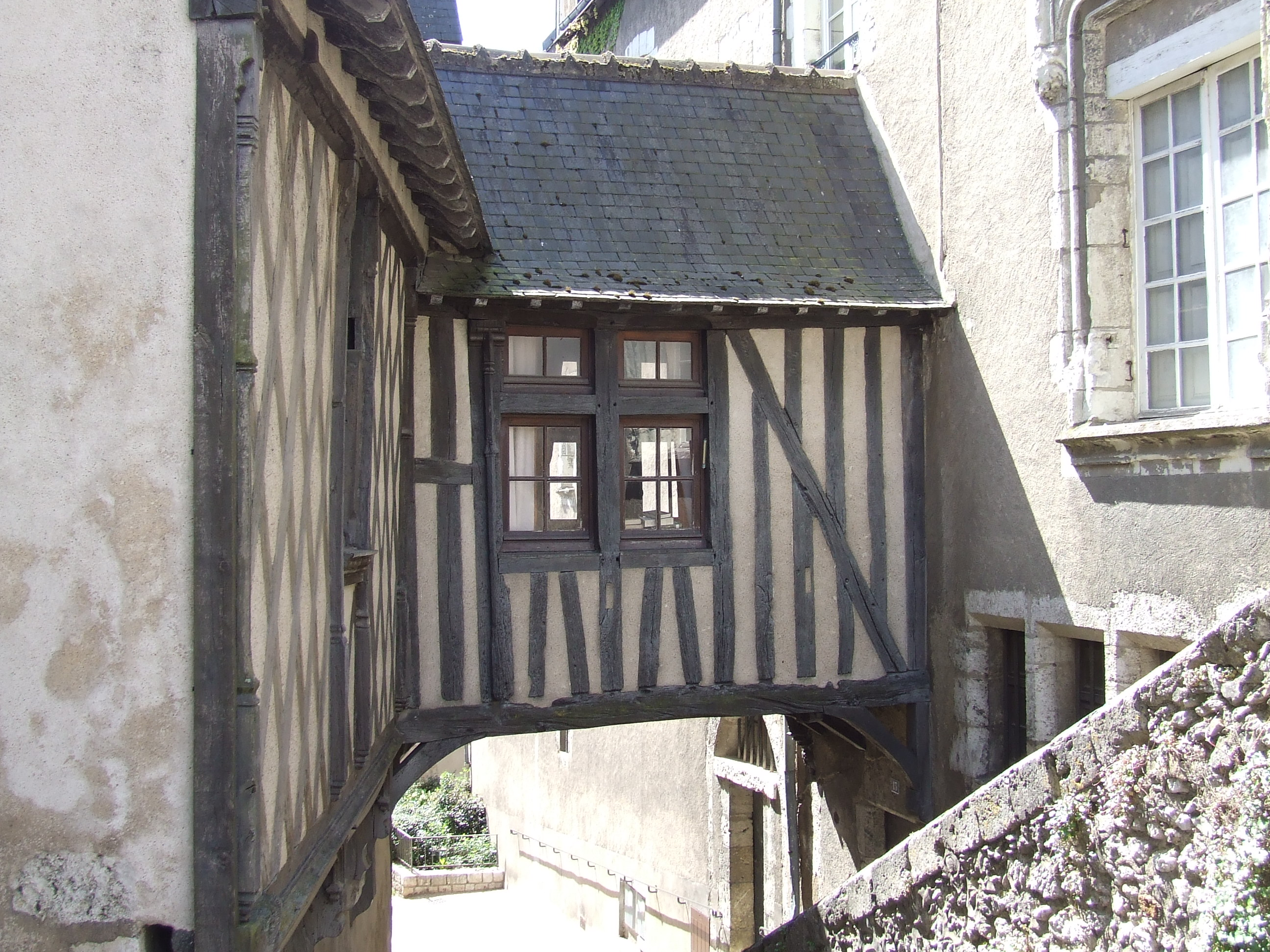
La fenêtre à meneaux
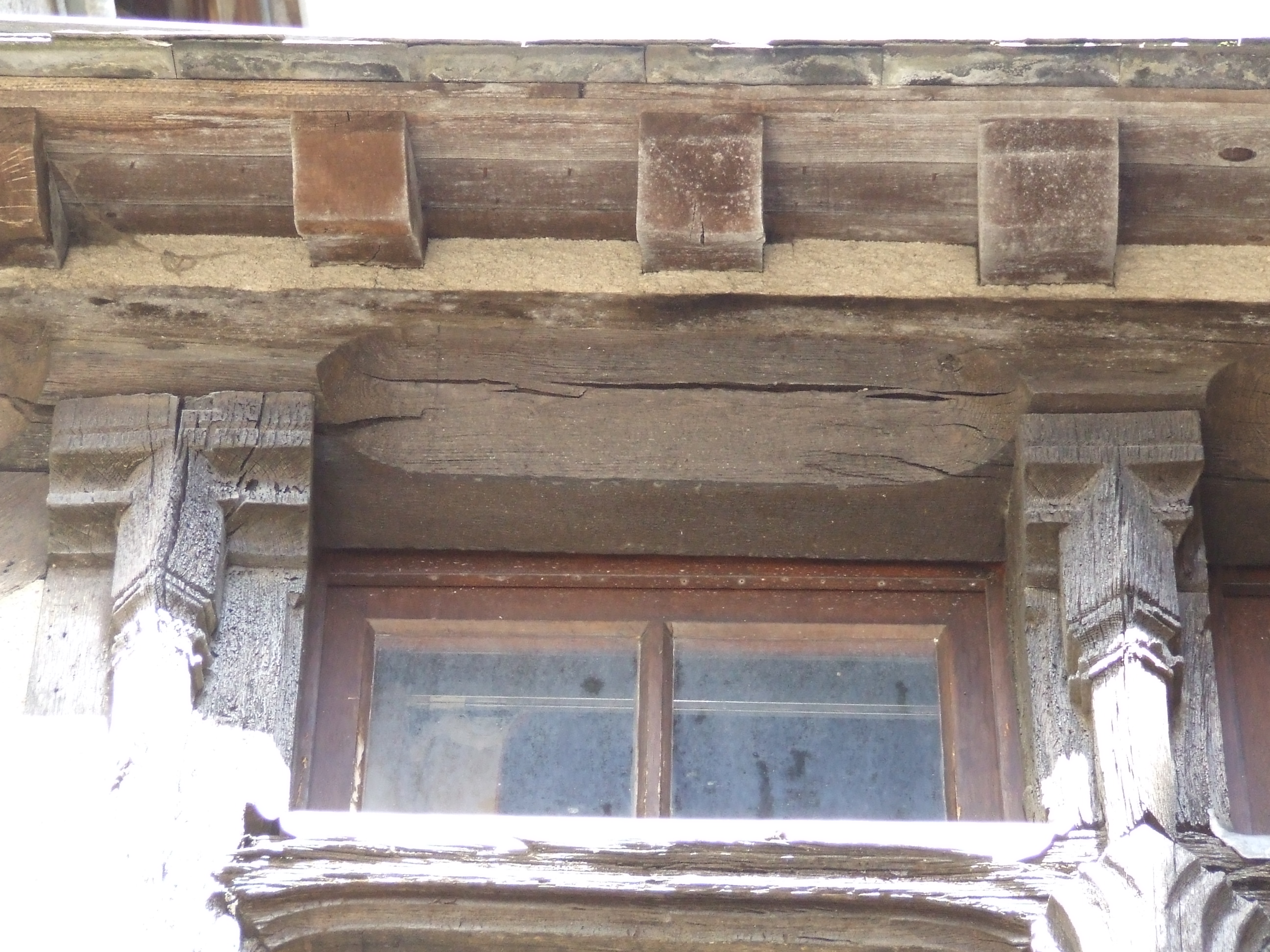
Un cul-de-lampe
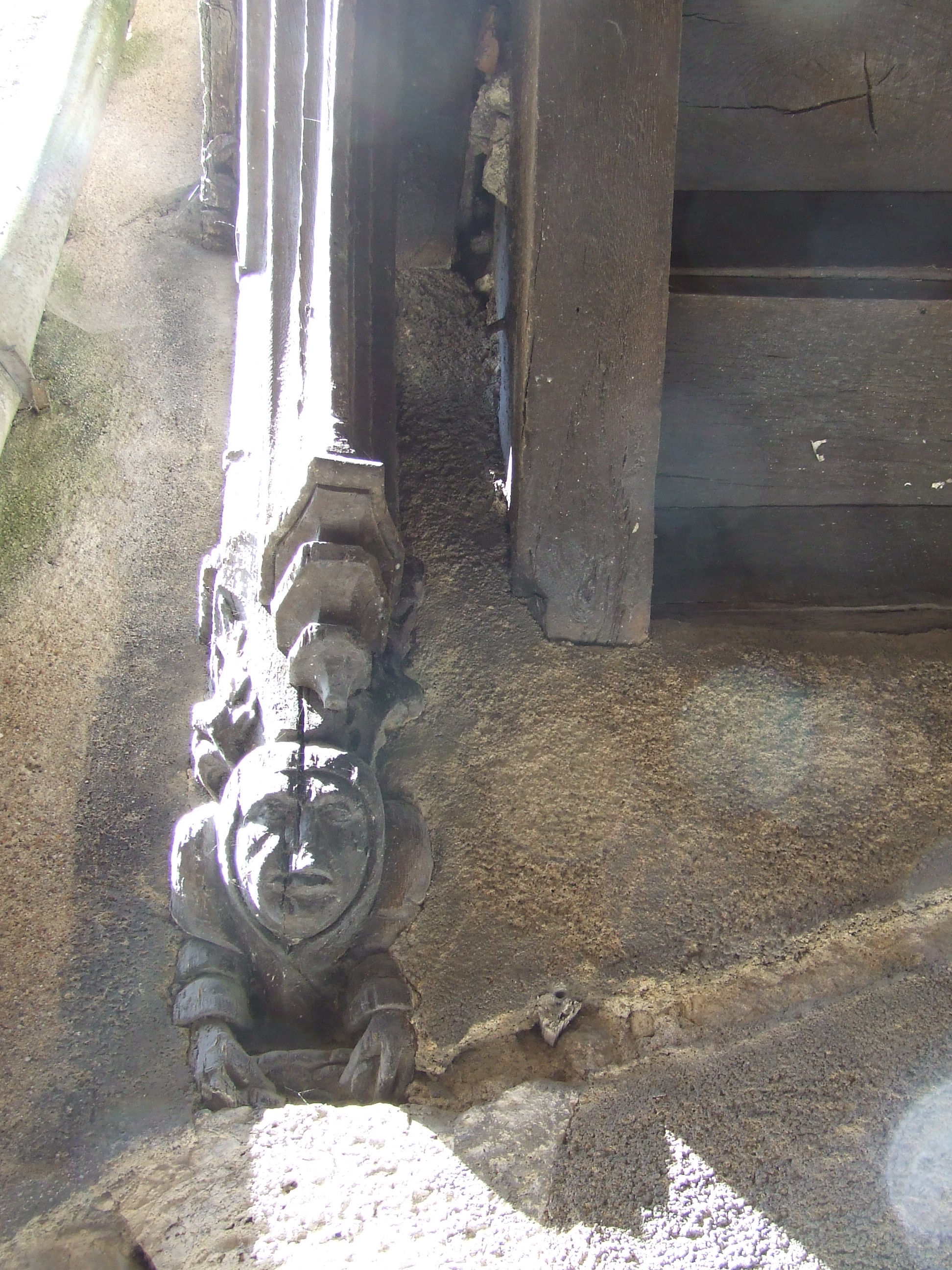
Les petits acrobates
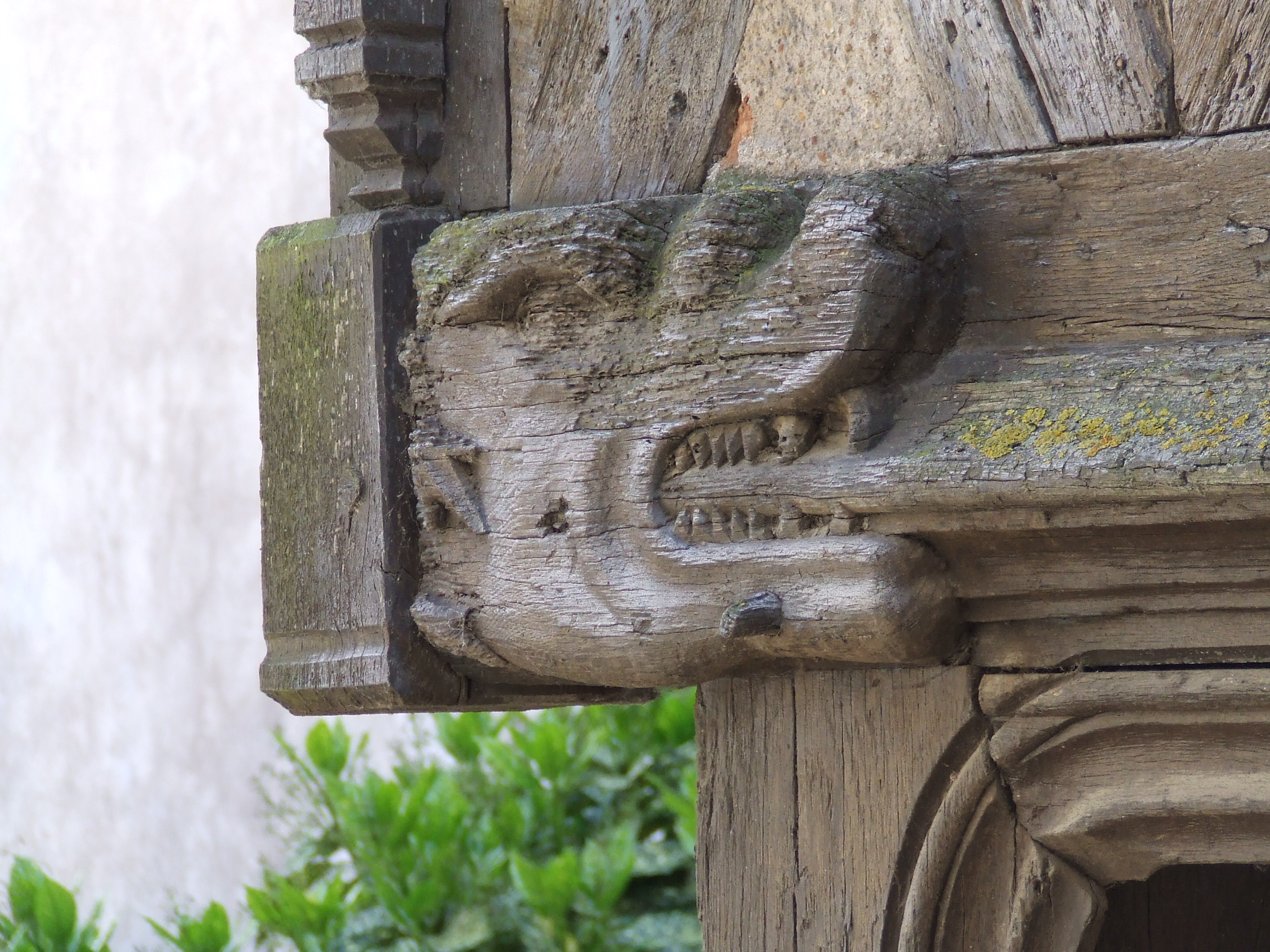
Un engoulant